# Lamasszu

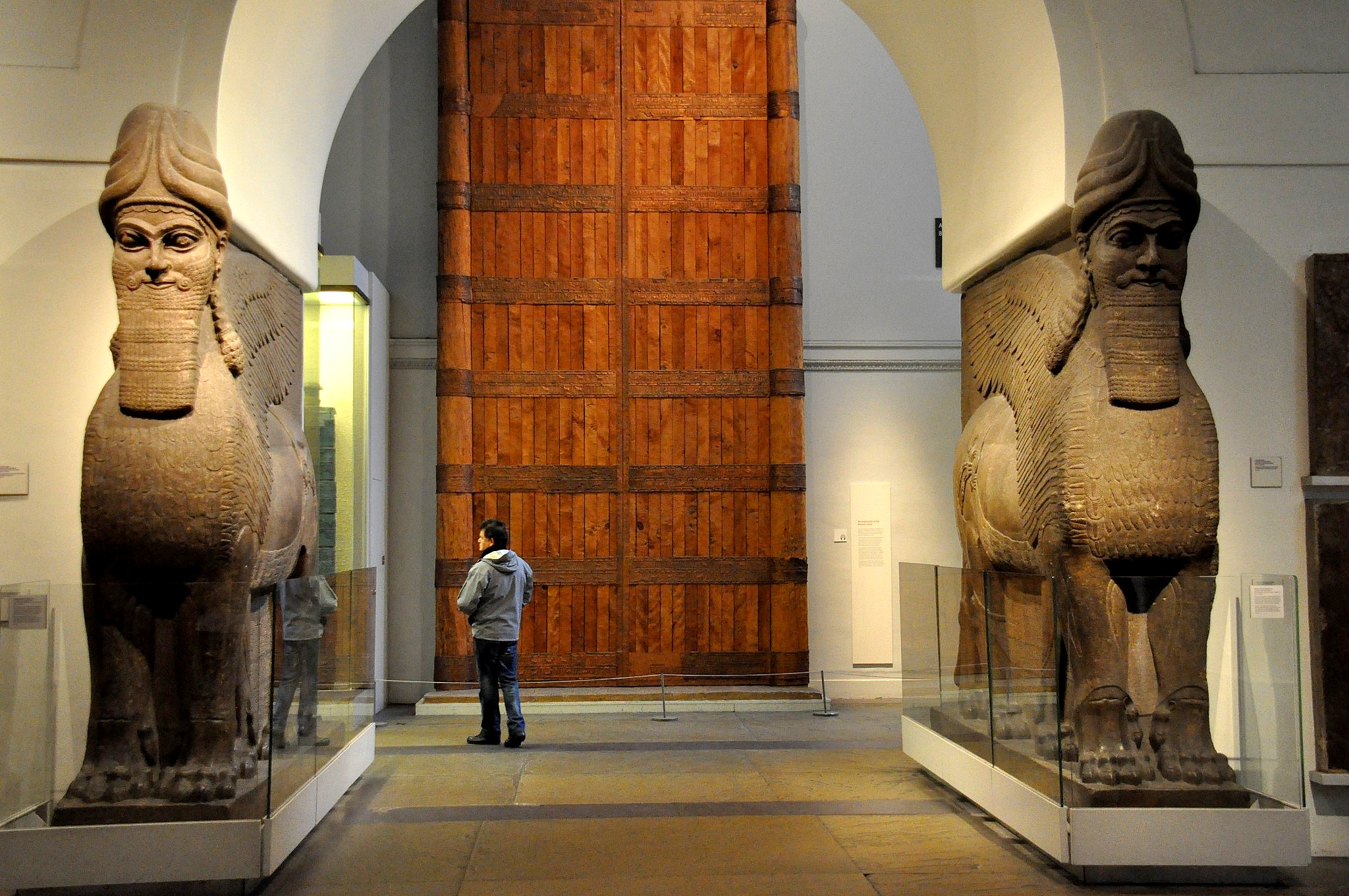
Lamasszu-pár Ninivéből (i. e. 860 körül) a British Museumban

A lamasszu (akkád a sumer lamma alakból, ékírással 𒀭𒆗, azaz DLAM, vagy An-kal) a mezopotámiai négyes lélekfogalom egyik eleme, az ember jellemvonásainak hordozója. Az embernek a megszemélyesített nőnemű Lamasszu védőszellem adja át. Ellentétpárja a hímnemű sédu. A másik két lélekforma az ilu és istaru.

## Szerepe
A lamasszu szó előfordul olyan kifejezésekben, amikor világosan hasonmásra, szoborra utal, ami jelzés lehet arra, hogy itt a külső jellegzetességekben, külső vonásokban is megjelenő külső lélekfogalomról van szó. Ilyen módon a görög eidolon fogalmához lehet hasonlítani, ami szobrot és az egyén hasonmását hordozó kísértetet is jelöl. Ugyancsak hasonlít ez a fogalom az egyiptomi ka lélekfogalomra. Elképzelhető, hogy démonformája kötődik a lamastu női démonhoz.

## Ábrázolása
Ma általánosnak látszó vélemény szerint Séduval párban ábrázolják, mint templomok és paloták kapuőrét, amelyeket szakállas emberfejű (azaz férfi) szárnyas bikák őriznek párban. Ezt látszik alátámasztani, hogy Lamasszu mintegy Sédu ellentétpárja szokott megjelenni, másrészt ellentmondani látszik ennek, hogy Lamasszu nőnemű. Viszont a háború istennőjeként Istárt is szakállal ábrázolták néha.

## Lásd még
- Lamma (isten)
- Sédu